# Extreme Football
Az Extreme Football vagy Extrém foci 2014-ben futott olasz–francia televíziós 3D-s számítógépes animációs sport sorozat, amelynek alkotója Philippe Alessandri. A tévéfilmsorozat a Maga Animation és a Télé Images Productions gyártásában készült. Műfaját tekintve sportfilm-sorozat. Franciaországban a France 3 és a Canal J, míg Magyarországon 2014. szeptember 28-án a Megamax sugározta. 2024. május 31-én a Kölyökklub is sugározta, új szinkronnal.

## Ismertető
A főhősök leginkább számítógéppel szerettek játszani. Elkezdenek utcai focit gyakorolni, amelyből megtanulják, hogy működjenek igazán jól a focicsapatban. A legifjabb focistáknak szóló játék, pillanatok alatt felkelti Samy érdeklődését, és úgy dönt, hogy egy csapatot alakít, amelynek a kapitánya lesz. Greg a legjobb barátja, és vele együtt egzotikus Ines védő lesz. Lunát sztárcsatárnak választja, akinek gyors az észjárása. Joey hiperaktív játékos, akit kapusnak nevez ki. A négy tag közösen alakítja meg a csapatot. A sötét oldal, a csapat esküdt ellenfele, akik játék alatt mocskos trükkökhöz folyamodnak, mint a provokáció, a csalás, és a pletyka. Tag mostohatestvére Samy-nek, aki az edzést gyakoroltatja az ifjú focistákkal.

## Szereplők

### Team
| Szereplő | Eredeti hang       | Magyar hang     | Magyar hang    | Leírás                                                                                |
| Szereplő | Eredeti hang       | Megamax         | Kölyökklub     | Leírás                                                                                |
| -------- | ------------------ | --------------- | -------------- | ------------------------------------------------------------------------------------- |
| Samy     | Thomas Sagols      | Penke Bence     | Ágoston Péter  | A csapat kapitánya, és vezetője.                                                      |
| Greg     | Hervé Grull        | Joó Gábor       | Timon Barna    | Samy legjobb barátja, egzotikus védő.                                                 |
| Luna     | Marie Nonnenmacher | Berkes Boglárka | Kántor Kitty   | Gyors észjárású játékos, a csapat sztárcsatára.                                       |
| Joey     | ?                  | Boldog Gábor    | Horváth Miklós | Hiperaktív játékos, a csapat kapusa.                                                  |
| Tag      | ?                  | Berkes Bence    | Czető Roland   | Samy mostohatestvére, tanítja a tanuló játékosokat.                                   |
| Inès     | ?                  | Hermann Lilla   | Laudon Andrea  | Szuper csatár és nagyon gyors, könnyen meg tudja oldani a csapatban lévő problémákat. |

### Magyar változat
1. magyar változat (Megamax):
A szinkron a Megamax megbízásából a BTI Stúdióban készült.
- Bemondó: Tarján Péter

2. magyar változat (Kölyökklub):
A szinkront az RTL Magyarország megbízásából a Manga Fan és a Balog Mix Stúdió készítette.
- Bemondó: Hám Bertalam
- Magyar szöveg: Fekete Zsuzsanna
- Hangmérnök és vágó: Csabai Dániel
- Szinkronrendező: Oláh Péter
- Gyártásvezető: Balogh Gábor

## Epizódok
| Évad | Epizódok | Eredeti sugárzás  | Eredeti sugárzás | Magyar sugárzás      | Magyar sugárzás | Magyar sugárzás | Magyar sugárzás  |
| Évad | Epizódok | Eredeti sugárzás  | Eredeti sugárzás | Megamax              | Megamax         | Kölyökklub      | Kölyökklub       |
| Évad | Epizódok | Évadpremier       | Évadfinálé       | Évadpremier          | Évadfinálé      | Évadpremier     | Évadfinálé       |
| ---- | -------- | ----------------- | ---------------- | -------------------- | --------------- | --------------- | ---------------- |
| 1    | 39       | 2014. április 19. | 2015. április 8. | 2014. szeptember 28. |                 | 2024. május 31. | 2024. június 10. |

| #   | Eredeti cím               | Angol cím                | Magyar cím             | Magyar cím             | Magyar premier       | Magyar premier   |
| #   | Eredeti cím               | Angol cím                | Megamax                | Kölyökklub             | Megamax              | Kölyökklub       |
| --- | ------------------------- | ------------------------ | ---------------------- | ---------------------- | -------------------- | ---------------- |
| 1.  | Frères malgré eux         | Reluctant Brothers       | Mostohafivérek         | Mostohatestvérek       | 2014. szeptember 28. | 2024. május 31.  |
| 2.  | Capitaine d'un jour       | One Day Captain          | Kapitány egy napra     | Kapitány egy napra     |                      | 2024. május 31.  |
| 3.  | Protection familale       | Family Protection        | Testvéri testőrök      | Családi védelem        |                      | 2024. június 1.  |
| 4.  | Peur du noir              | Afraid of the Dark       | Félelem a sötéttől     | Félelem a sötétben     |                      | 2024. június 1.  |
| 5.  | Duels                     | Duels                    | Párbajok               | Párbajok               |                      | 2024. június 1.  |
| 6.  | Les pouvoris de l'esprit  | Power of the Mind        | Varázserő              | Az elme ereje          |                      | 2024. június 1.  |
| 7.  | Le sixieme de la team     |                          | A hatodik a csapatban  | A 6. játékos           |                      | 2024. június 2.  |
| 8.  | Une nuit au forum         |                          | Éjjel a pályán         | Éjszaka a pályán       |                      | 2024. június 2.  |
| 9.  | Trop a la fois            |                          | Túl sok egyszerre      | Mindenhol egyszerre    |                      | 2024. június 2.  |
| 10. | Le prix du public         |                          | A közönség meccse      | Extrém átalakítás      |                      | 2024. június 2.  |
| 11. | Le ballon disparu         | The Lost Ball            | Az elveszett labda     | Az elveszett labda     |                      | 2024. június 3.  |
| 12. | Tous en rollers           | Roller ball              | Görkorira fel          | Guruló foci            |                      | 2024. június 3.  |
| 13. | Une question d'honneur    | A question of Honnor     | Becsületbeli ügy       | Becsületbeli ügy       |                      | 2024. június 3.  |
| 14. | Dans tes rêves            |                          | Csak kitalálta         | Féltékenység           |                      | 2024. június 3.  |
| 15. | Jalouse malgre elle       | Jealous Against Her Will | Féltékenység           | Engem senki sem szeret |                      | 2024. június 4.  |
| 16. | Personne ne m'aime        |                          | Engem senki sem szeret | Álmodban               |                      | 2024. június 4.  |
| 17. | Une étrange alliance      |                          | Furcsa szövetség       | Furcsa barátság        |                      | 2024. június 4.  |
| 18. | Sois toi même             |                          | Légy önmagad!          | Mentor nélkül          |                      | 2024. június 4.  |
| 19. | Garçon contre fille       |                          | Lányok a fiúk ellen    | Fiúk kontra lányok     |                      | 2024. június 5.  |
| 20. | Touche pas á mes buts     |                          | Ne állj az utamba!     | El a kapumtól!         |                      | 2024. június 5.  |
| 21. | Garder Sa Place           |                          | Véd a térfeled!        | Kispadon               |                      | 2024. június 5.  |
| 22. | Le pot de colle           |                          | Ugye barátok vagyunk?  | Akadós barát           |                      | 2024. június 5.  |
| 23. | Les darksides font la loi |                          | Fogadj szót a bírónak! | Sly törvénye           |                      | 2024. június 6.  |
| 24. | La collection             |                          | Kártyacsata            | A gyűjtemény           |                      | 2024. június 6.  |
| 25. | Prive de f2rx             |                          | Tanulni vagy játszani  | Büntetésben            |                      | 2024. június 6.  |
| 26. | Le chouchou de Paul       | The Little Pet           | Paul kedvence          | A kis kedvenc          |                      | 2024. június 6.  |
| 27. | La mauvaise rèputation    |                          | Rágalmazás             | Pletykák               |                      | 2024. június 7.  |
| 28. | Hunte de papa             |                          | Hősapukák              | Apa ciki               |                      | 2024. június 7.  |
| 29. | Les vannes de louna       |                          | A nagyszájú kapitány   | Nagyszájú Luna         |                      | 2024. június 7.  |
| 30. | Demi-portion              |                          | Kicsi a bors           | Kicsi a bors           |                      | 2024. június 7.  |
| 31. | La marionnette            |                          | Bábjáték               | A báb                  |                      | 2024. június 8.  |
| 32. | Jour de melchance         |                          | Balszerencsés nap      | Balszerencsés nap      |                      | 2024. június 8.  |
| 33. | Sabotage                  |                          | Új riválisok           | A betolakodók          |                      | 2024. június 8.  |
| 34. | Cap, pas cap              |                          | Fogadunk               | Fogadjunk              |                      | 2024. június 8.  |
| 35. | Amour du amitié           | Friend Zone              | Barátság és szerelem   | Barátzóna              |                      | 2024. június 9.  |
| 36. | C'est pas moi c'est lui   |                          | Ki a hibás?            | Nem az én hibám!       |                      | 2024. június 9.  |
| 37. | Mauvaise passe            |                          | Irigység               | A tökéletes trükk      |                      | 2024. június 9.  |
| 38. | Le rapporteur             |                          | Árulkodás              | Locsi-fecsi            |                      | 2024. június 9.  |
| 39. | Peur de grandir           |                          | Ideje felnőni          | Ideje felnőni          |                      | 2024. június 10. |